# 橋部敦子
橋部敦子（1966年—），日本知名女編劇，愛知縣名古屋市出身，畢業於名古屋市立櫻台高等學校、學習院女子短期大學。著名作品有《救命病棟24時》系列、《我的生存之道》系列、《我存在的時間》等以疾病題材勵志為主的電視連續劇。

## 經歷
橋部敦子自學習院女子短期大學畢業後，曾在證券公司上班。其後，在小劇場擔任舞者，因為在劇場所寫的劇本被批評，而進入編劇所學習劇本編寫。1993年，在富士電視台青年劇本大獎中以《喜びの葡萄》獲獎，成為富士電視台御用編劇班底之一。
1996年，和久井映見主演的《天使之愛》為橋部敦子編劇出道作，並以此劇獲得廣泛好評；其後以《救命病棟24時》、《我的生存之道》系列等劇一躍而為電視劇重要編劇之一，並獲得第36回、第40回、第51回日劇學院賞編劇獎。
2005年，再度以《我和她和她的生存之道》獲橋田賞。

## 編劇作品

### 電視劇
- 天使之愛（日语：ピュア (テレビドラマ)）（1996年，富士電視台）  出演：和久井映見、堤真一
- 請給我翅膀（日语：翼をください!）（1996年，富士電視台）　出演：內田有紀、反町隆史
- 美味關係（日语：おいしい関係#テレビドラマ（日本版））（1996年，富士電視台）  出演：中山美穗、唐澤壽明
- 相愛月明時（日语：月の輝く夜だから）（1997年，富士電視台）  出演：江角真紀子、岸谷五朗、上川隆也、木村佳乃
- 手足情深（日语：ブラザーズ）（1998年，富士電視台）  出演：中居正廣、木村佳乃
- 世界奇妙物語 1997年春之特別篇「私に似た人」（1997年，富士電視台）　出演：西村雅彦、安達香代子（日语：安達香代子）
- 小市民狂想曲（日语：小市民ケーン）（1999年，富士電視台）  出演：木梨憲武
- 秀逗小護士3（2000年，富士電視台）  出演：觀月亞里沙、松下由樹
- 救命病棟24時（第1期：1999年／第2期：2001年，富士電視台）  出演：江口洋介、松嶋菜菜子
- 秀逗小護士4（2002年，富士電視台）  出演：觀月亞里沙、松下由樹
- 愛上大明星（2001年，富士電視台）  出演：藤原紀香、草彅剛
- 世界奇妙物語 2002年春之特別篇「夜汽車の男」（2002年，富士電視台）　出演：大杉漣
- 我的生存之道（日语：僕の生きる道）（2003年，關西電視台／富士電視台）  出演：草彅剛、矢田亞希子
- 百年之戀（日语：百年の恋）（2003年，NHK）  出演：筒井道隆（日语：筒井道隆）、川原亞矢子（日语：川原亜矢子）
- 我和她和她的生存之道（日语：僕と彼女と彼女の生きる道）（2004年，關西電視台／富士電視台）  出演：草彅剛、小雪、美山加戀
- NHK晨間劇 戰鬥（日语：ファイト (テレビドラマ)）（2005年，NHK）  出演：本假屋唯香、緒形直人、酒井法子、田村高廣
- 我的人生路（日语：僕の歩く道）（2006年，關西電視台／富士電視台）  出演：草彅剛、香里奈
- いのちのいろえんぴつ（2008年3月22日放送，朝日電視台）  出演：國分太一、藤本七海
- Around40（2008年，TBS電視台）  出演：天海祐希、藤木直人
- 富士電視台開局50週年紀念 不毛地帶（2009年～2010年，富士電視台）  出演：唐澤壽明
- 飛特族、買個家。（2010年，富士電視台）  出演：二宮和也、香里奈
- 暴走法醫（2011年，日本電視台）  出演：江角真紀子、石原里美、稻垣吾郎、志田未來
- 遲開的向日葵（2012年，富士電視台）  出演：生田斗真、真木陽子
- 24小時電視 愛心救地球SP 再見今日之日（日语：今日の日はさようなら (テレビドラマ)）（2013年，日本電視台系）　出演：大野智、深田恭子、岸本加世子（日语：岸本加世子）、三浦友和
- 我存在的時間（2014年，富士電視台）  出演：三浦春馬、多部未華子、齋藤工
- 父親的背影（日语：おやじの背中） 第6話 父の再婚，娘の離婚（2014年，TBS系）　出演：國村隼、尾野真千子、桐谷健太
- 影子寫手（2015年，富士電視台）  出演：中谷美紀、水川麻美
- Fragile（2016年，富士電視台）  出演：長瀨智也、武井咲、野村周平
- A LIFE〜深愛的人〜（2017年，TBS電視台）  出演：木村拓哉、竹內結子
- 我們是奇蹟產生的（2018年，富士電視台）  出演：高橋一生、榮倉奈奈
- 認識的妻子（2021年，富士電視台）  出演：大倉忠義、廣瀨愛麗絲
- 6秒間的軌跡~煙花師望月星太郎的憂鬱（2023年，朝日電視台）  出演：高橋一生、橋爪功、本田翼
- 尤莉亞老師的紅線（2023年，朝日電視台）  出演：菅野美穗
- 6秒間的軌跡~花火師望月星太郎第二次的憂鬱（2024年，朝日電視台）  出演：高橋一生、橋爪功、本田翼、宮本茉由
- Monster（2024年，關西電視台・富士電視台）  出演：趣里、傑西、古田新太

### 電影
- 一切都從遇見你開始（日语：すべては君に逢えたから）（2013年，日本華納兄弟）　出演：玉木宏、木村文乃、本田翼
- 青天霹靂（日语：青天の霹靂）（2014年，東寶）　出演：大泉洋、柴崎幸
- 幕末高校生（日语：幕末高校生#映画）（2014年，東映）　出演：玉木宏、石原里美

## 獎項
- 2003年第36回日劇學院賞編劇獎（《我的生存之道（日语：僕の生きる道）》）
- 2004年第40回日劇學院賞編劇獎（《我和她和她的生存之道（日语：僕と彼女と彼女の生きる道）》）
- 2005年第13回橋田賞（《我和她和她的生存之道（日语：僕と彼女と彼女の生きる道）》）
- 2006年第51回日劇學院賞編劇獎（《我的人生路（日语：僕の歩く道）》）

## 書籍
- Nakedbananas〜SMAPのがんばりましょう（與重松清共同執筆，富士電視台出版・扶桑社、1995年6月發售、ISBN 4594017630）
- 世界奇妙物語 小說特別篇「遺留品」（角川ホラー文庫、勝栄・中村樹基・與山內健司共同執筆）